# SWIFT
SWIFT (legalmente, S.W.I.F.T. SC), acrónimo de Society for Worldwide Interbank Financial Telecommunication (literalmente, ‘Sociedad para las Comunicaciones Interbancarias y Financieras Mundiales’), es una sociedad cooperativa internacional de derecho belga, propiedad de unos 3500 miembros (todos instituciones financieras) como socios accionistas, que tiene a cargo una red internacional de comunicaciones financieras entre bancos y otras entidades financieras. No obstante, la supervisión de SWIFT recae sobre un consejo formado por los bancos centrales del Grupo de los Diez (Alemania, Bélgica —supervisor principal—, Canadá, Estados Unidos, Francia, Italia, Japón, Países Bajos, Reino Unido, Suecia y Suiza) y el Banco Central Europeo.
En diciembre de 2018, la SWIFT tenía enlazadas más de 11 000 entidades financieras en 204 países y funciona ininterrumpidamente las 24 horas del día y los siete días de la semana. Se estima que en 2001 transmitió mensajes de órdenes de pago por un valor promedio de más de seis mil millones de dólares estadounidenses (6 000 000 000 USD) por día y que en 2005 trasmitió cerca de dos mil trescientos millones de mensajes.
La oficina central se encuentra en La Hulpe, cerca de Bruselas (Bélgica). Por ser una sociedad de derecho belga, SWIFT tiene que acatar las sanciones que impone el Gobierno belga a terceros países, aplicándose por primera vez en 2012 la desconexión de bancos iraníes sancionados por la Regulación 267/2012 de la Unión Europea.

## Historia
SWIFT se fundó en Bruselas, Bélgica, en 1973, bajo el liderazgo de su primer director general, Carl Reuterskiöld (1973-1983) y el respaldo de 239 bancos en 15 países. Ayudó a establecer un estándar en común para las transacciones financieras, así como un sistema de procesamiento de datos compartidos y una red de telecomunicaciones a nivel mundial. Los procedimientos de operación fundamentales, reglas para definir responsabilidades, etc., fueron establecidos en 1975 y el primer mensaje SWIFT se envió en 1977.
El primer Centro de Operaciones de SWIFT en los Estados Unidos fue inaugurado por el entonces gobernador de Virginia, John N. Dalton, en 1979.

## Tipos de Mensaje SWIFT
Los mensajes financieros, también conocidos como mensajes FIN, se agrupan en categorías de acuerdo con su primer dígito. Cada categoría de mensaje está formada por distintas subcategorías, como se puede apreciar en la siguiente tabla:
| 1xx - Transferencias de clientes y cheques            | MT103 Transferencia a favor de cliente MT110 Aviso de cheque MT111 Paralización del pago de un cheque MT1xx                            |
| 2xx - Transferencias de instituciones financieras     | MT202 Transferencia a favor de un banco MT 202 COV [este mensaje es adoptado exclusivo como cobertura de MT103] MT2xx                  |
| 3xx - Operaciones de cambio extranjero, préstamo, …   | MT3xx |
| 4xx - Remesas documentarias                           | MT400 Aviso de pago de una remesa MT410 Acuse de recibo de una remesa MT412 Aviso de aceptación de una remesa MT4xx                    |
| 5xx - Valores                                         | MT5xx |
| 6xx - Sindicaciones                                   | MT6xx |
| 7xx - Créditos documentarios y garantías              | MT700 Emisión de un crédito documentario MT705 Preaviso de un crédito documentario MT707 Modificación de un crédito documentario MT7xx |
| 8xx - Mecanismos especiales de pago: cheques de viaje | MT8xx |
| 9xx - Cash management y estado de cuentas             | MT9xx |

Fuente: SWIFT

## Objetivos de SWIFT
La seguridad del sistema SWIFT confluye en cuatro objetivos: 
- Confidencialidad. La información solo es revelada a personas autorizadas.
- Integridad. Puede confiarse en que la información es completa, precisa y válida.
- Disponibilidad. Se puede acceder a la información y los servicios asociados cuando se     necesitan.
- Confianza. Todo individuo  autorizado a usar el sistema es digno de confianza.

## Ventajas del uso de SWIFT
- Estandarización de los procesos.
- Rapidez en la transmisión de la información.
- Eliminación de errores debido a interpretaciones.
- Aumento de los niveles de seguridad (mensajes encriptados y claves de autentificación).

## Código BIC
El principal motivo por el cual SWIFT suele ser conocido es por los códigos de los bancos, que son los que se utilizan para realizar o recibir una transferencia internacional, si el banco es miembro de SWIFT.
Cada banco tiene un código internacional ISO 9632 que lo identifica en el sistema. 
- Código BIC (también le llaman Código SWIFT porque es usa el instrumento SWIFT, pero lo correcto es Código BIC)

## Relación con los Estados Unidos y la Unión Europea

### Control estadounidense de transacciones dentro de la UE
El 26 de febrero de 2012 el periódico danés Berlingske publicó que las autoridades estadounidenses tenían el suficiente control sobre SWIFT como para embargar dinero de transacciones realizadas entre dos países de la Unión Europea, en este caso Dinamarca y Alemania, ya que habían conseguido embargar aproximadamente 26 000$ que estaban siendo transferidos por un empresario danés a un banco alemán. Es posible que la transacción fuera dirigida automáticamente a través de los EE. UU. porque se estaban empleando dólares en ella, que es el motivo por el que fueron capaces de embargar los fondos. El dinero era un pago por un lote de cigarros cubanos que habían sido importados a Alemania por un proveedor alemán. El Departamento del Tesoro de los EE. UU. justificó el embargo afirmando que el empresario danés había violado el embargo a Cuba.[cita requerida]

### Monitorización de la NSA
Der Spiegel publicó en septiembre de 2013 que la Agencia de Seguridad Nacional estadounidense (NSA) monitorea transacciones bancarias que emplean el sistema SWIFT, además de transacciones por medio de tarjeta de crédito. La NSA interceptó y retuvo datos de la red SWIFT empleados por miles de bancos para enviar información de transacciones de manera segura. SWIFT fue nombrado «objetivo», según los documentos filtrados por Edward Snowden. Los documentos revelaron que la NSA espiaba la red SWIFT empleando diferentes métodos, como leer «tráfico impreso por SWIFT de diversos bancos». En abril de 2017, un grupo conocido como los Shadow Brokers filtró archivos afirmando que eran de la NSA, que indicaban que la agencia monitoreaba transacciones financieras realizadas a través de SWIFT.[cita requerida]

## Uso para sanciones
SWIFT se declara "neutral" en sus estatutos pero, al ser una sociedad belga, se ve obligada a acatar las sanciones impuestas por el gobierno belga contra entidades financieras de otros países.
En 2012, desconectó de su red a todos los bancos de Irán; la suspensión duró hasta 2016.
En 2014, SWIFT rechazó la petición de activistas a favor de Palestina de suspender el acceso a la red de los bancos de Israel.
En agosto de 2014 el Reino Unido propuso sin éxito que SWIFT bloquease a los bancos rusos en represalia por la intervención militar rusa en Ucrania. A raíz de este intento, el Banco Central de Rusia puso en marcha el sistema SPFS como alternativa a SWIFT.
En 2022, al comenzar la invasión rusa de Ucrania, los gobiernos de los estados bálticos pidieron que Rusia fuese excluida de SWIFT mientras que otros Estados miembros de la UE se mostraron reticentes a la medida. Finalmente, la UE, el Reino Unido, Canadá y Estados Unidos acordaron desconectar a varios bancos rusos de SWIFT.

## Competidores
Existen alternativas al sistema SWIFT:
1. XRP
2. INSTEX - patrocinado por la Unión Europea
3. SIPC - patrocinado por China
4. SPFS - patrocinado por Rusia